# Uitrolstelling
Een uitrolstelling is een industrieel magazijn waarin langgoed los of in bundels kan worden opgeslagen. Een uitrolstelling is opgebouwd uit geprofileerde staanders waaraan uitrolbare draagarmen zijn gemonteerd. Deze stellingen kunnen enkel- en dubbelzijdig uitgevoerd zijn. Het verschil met draagarmstelling is dat bij een uitrolstelling de vakken handmatig dan wel automatisch uit te rollen zijn waardoor alle goederen van bovenaf in- en uit te slaan zijn.
Doordat goederen kunnen worden opgeslagen tot een hoogte van circa 4 meter, bespaart een onderneming oppervlakte door het gebruik van een uitrolstelling. Door met een portaalkraan te werken nemen de gangpaden maar weinig ruimte weg ten opzichte van heftruckgebruik. Vandaar dat bij uitrolstellingen gebruikgemaakt wordt van het zogenaamde Very Narrow Aisle (VNA)-systeem, wat inhoudt dat de gangpaden tussen de stellingen smaller zijn dan gebruikelijk. Een combinatie van deze twee factoren kan kostenbesparend zijn in het geval van bijvoorbeeld een hoge grondprijs of een behoefte aan extra productieruimte.
De in- en uitslag gebeurt in een uitrolstelling door middel van een portaalkraan. 